# Kremer (herb szlachecki)
Kremer – polski herb szlachecki z nobilitacji.

## Opis herbu
W polu błękitnym, na trójwzgórzu złotym, gałąź winna z jednym gronem i listkiem zielona, między dwiema różami czerwonymi ze środkami złotymi i listkami zielonymi.
Klejnot: Gałąź winna z jednym gronem i listkiem, zielona, między dwoma rogami bawolimi srebrnymi z paskami: górnym złotym, dolnym błękitnym.
Labry: z prawej błękitne, podbite złotem, z lewej czerwone, podbite srebrem.

## Najwcześniejsze wzmianki
Nadany Janowi Kremerowi, zwanemu Koczanem, 16 kwietnia 1590.

## Herbowni
Kremer.